# Forças Armadas da Ucrânia
As Forças Armadas da Ucrânia (em ucraniano: Збройні сили України, (ЗСУ) , transl.: Zbroyni syly Ukrayiny, (ZSU)) é a defesa da República da Ucrânia. Foram formadas a partir de porções militares do colapso da União Soviética, no início da década de 1990. Eles são a principal força de dissuasão contra qualquer agressão contra a Ucrânia. Todas as forças militares e de segurança, incluindo as Forças Armadas, estão sob o comando do Presidente da Ucrânia e estão sujeitas à supervisão do Conselho Supremo da Ucrânia.
As forças armadas são formadas pelas Forças Terrestres, Força Aérea, Marinha, Forças de Assalto Aéreo, um braço independente de prontidão responsáveis por assalto aéreo e paraquedismo militar, e as Forças de Operações Especiais, um braço independente responsável exclusivamente pelas operações especiais. A Marinha ainda possuí sob seu comando a Infantaria Naval Ucraniana e a Aviação Naval Ucraniana. As Forças de Defesa Territoriais servem como uma força de reserva militar e para mobilização em massa de defesa local. A Guarda Nacional é uma Gendarmaria que pode ser mobilizado como força militar durante conflitos armados.
Devido as hostilidades com a Rússia, a Ucrânia tem consistentemente aumentado seu orçamento militar e o contingente de suas forças armadas, que quase dobroram de tamanho entre 2008 e 2014, quando chegaram a marca de 204 000 militares e 46 000 funcionários civis. As forças armadas continuaram a crescer nos anos seguintes, com armamento vindo de países ocidentais e dinheiro estrangeiro para reconstruir a indústria de defesa ucraniana (a Ukroboronprom), elevando o total de militares no serviço ativo para 255 000 homens em 2019, sendo este o terceiro maior exército da Europa, atrás de Rússia e França. A maioria dos seus membros ainda são formados por conscritos, que se alistam para serviço de no mínimo doze meses.
Atualmente conta com mais de um milhão de militares em suas fileiras. No começo da guerra civil no leste, entre 2014 e 2015, a performance das forças armadas ucranianas foi duramente criticada. Equipamentos obsoletos da era soviética, falta de espírito de luta, incompetência no alto comando e falta de profissionalismo foi reportado e acabou sendo debilitante para a performance das tropas na linha frente. A Guarda Nacional e os batalhões de defesa se saíram melhor no longo prazo. Com o passar dos anos, as forças armadas do país foram reformadas, com melhores equipamentos e até novos uniformes, com militares estrangeiros da OTAN auxiliando no treinamento de recrutas. Foi reportado então que, em fevereiro de 2018, as forças ucranianas já estavam maiores e mais bem equipadas do que em qualquer outro momento da história pós-soviética da nação.

## Fotos

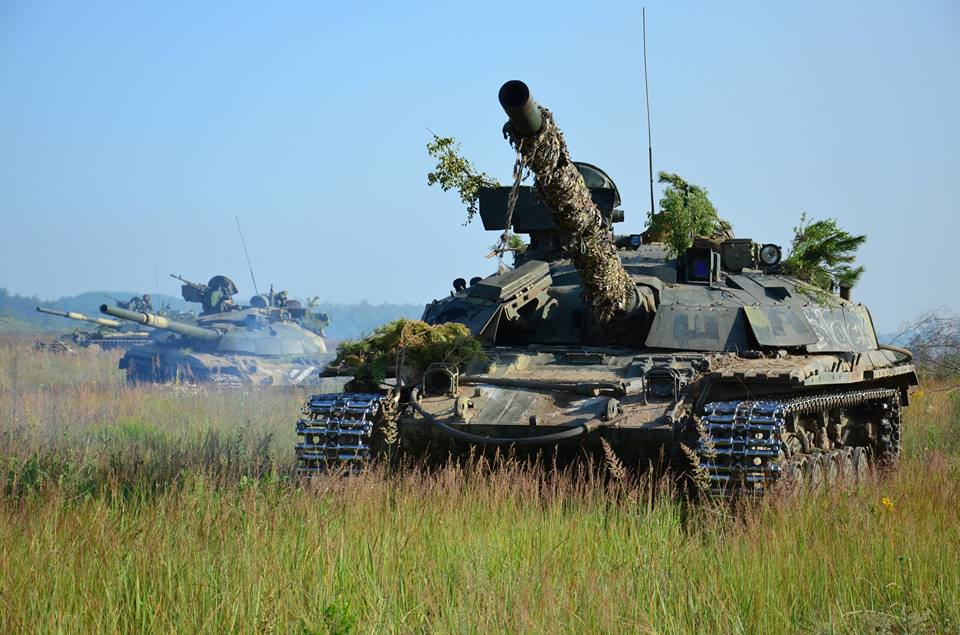
Tanques de guerra T-64BM das Forças Terrestres Ucranianas
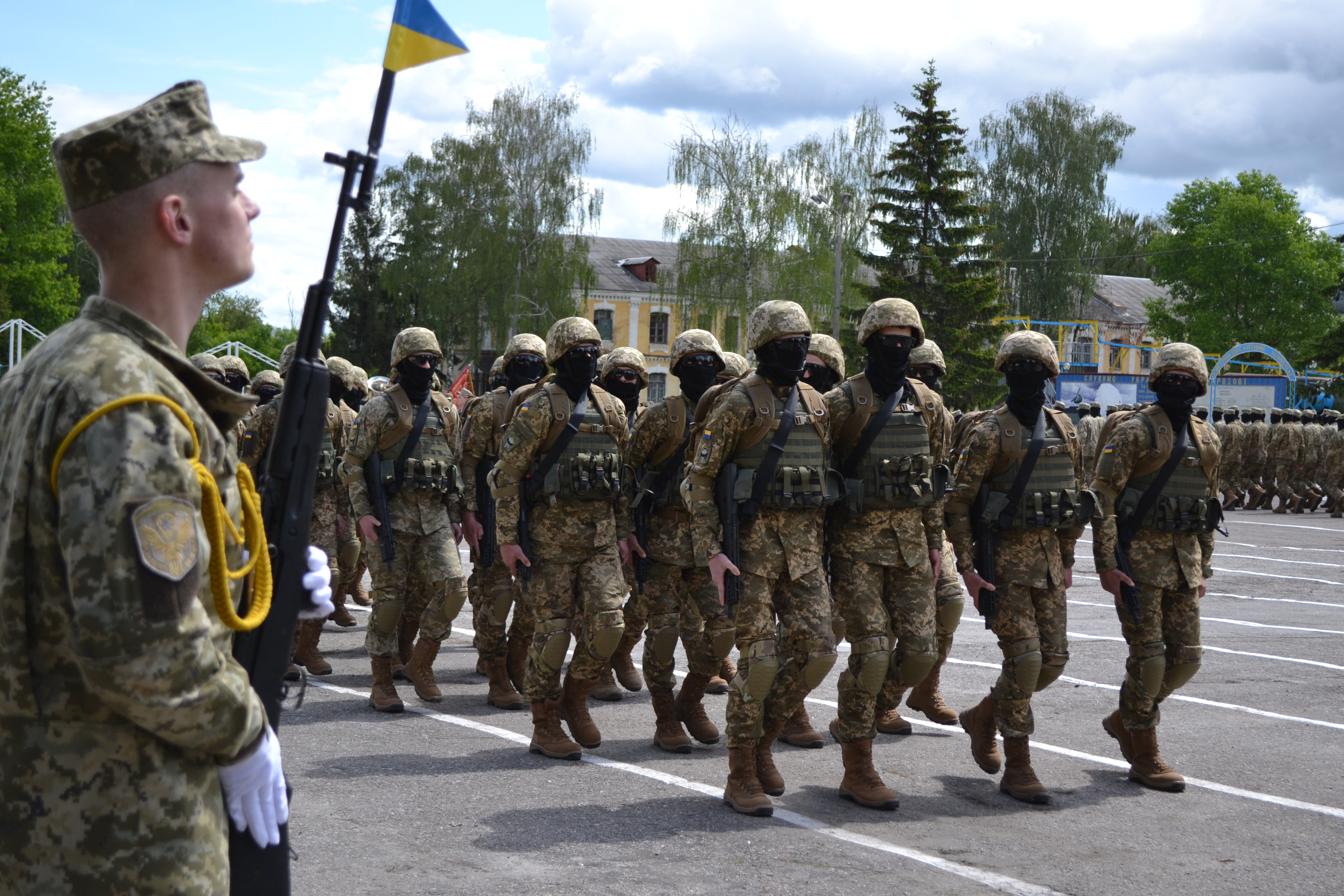
Soldados das forças especiais do exército ucraniano em um desfile militar
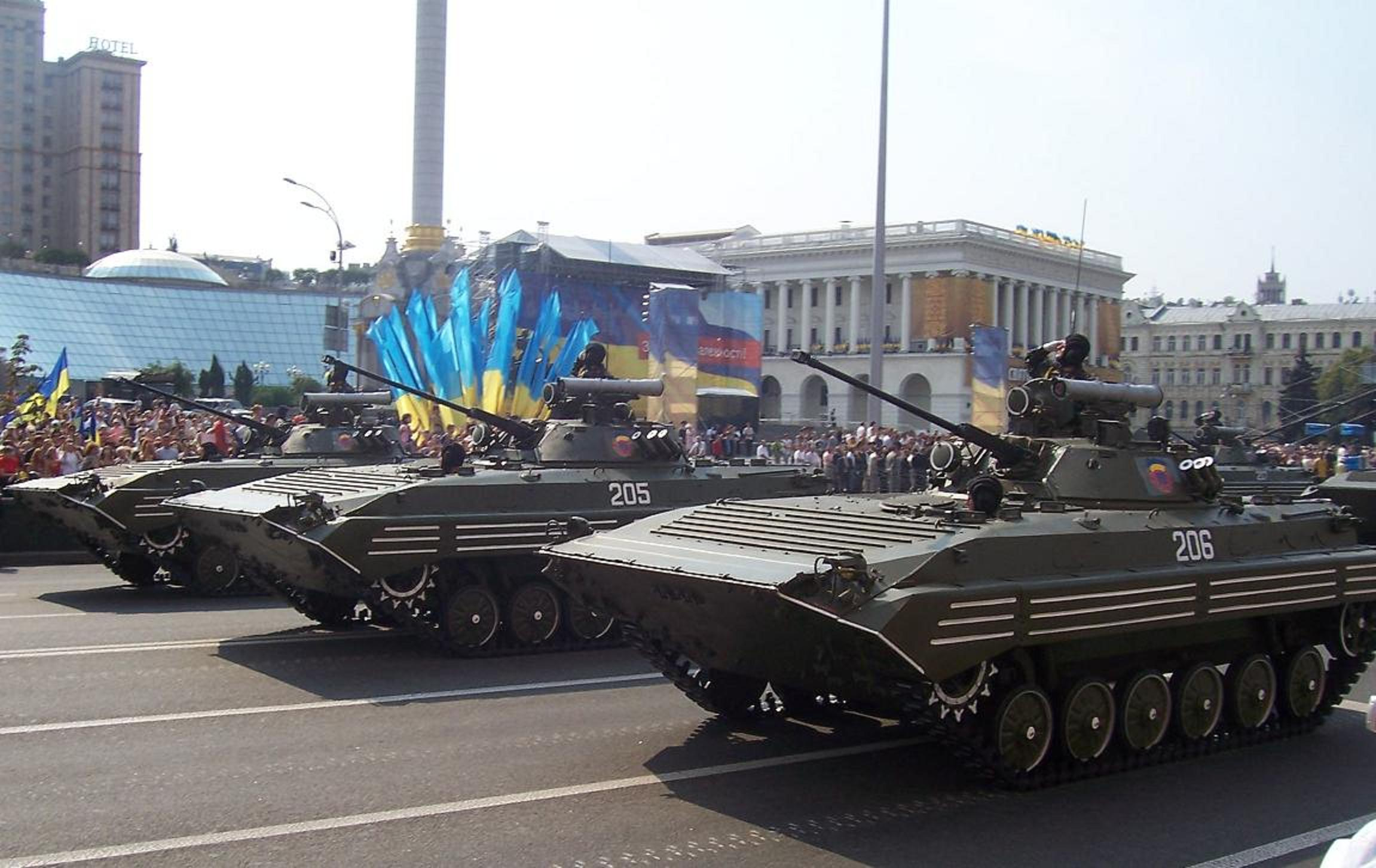
Blindados BMP-2 ucranianos
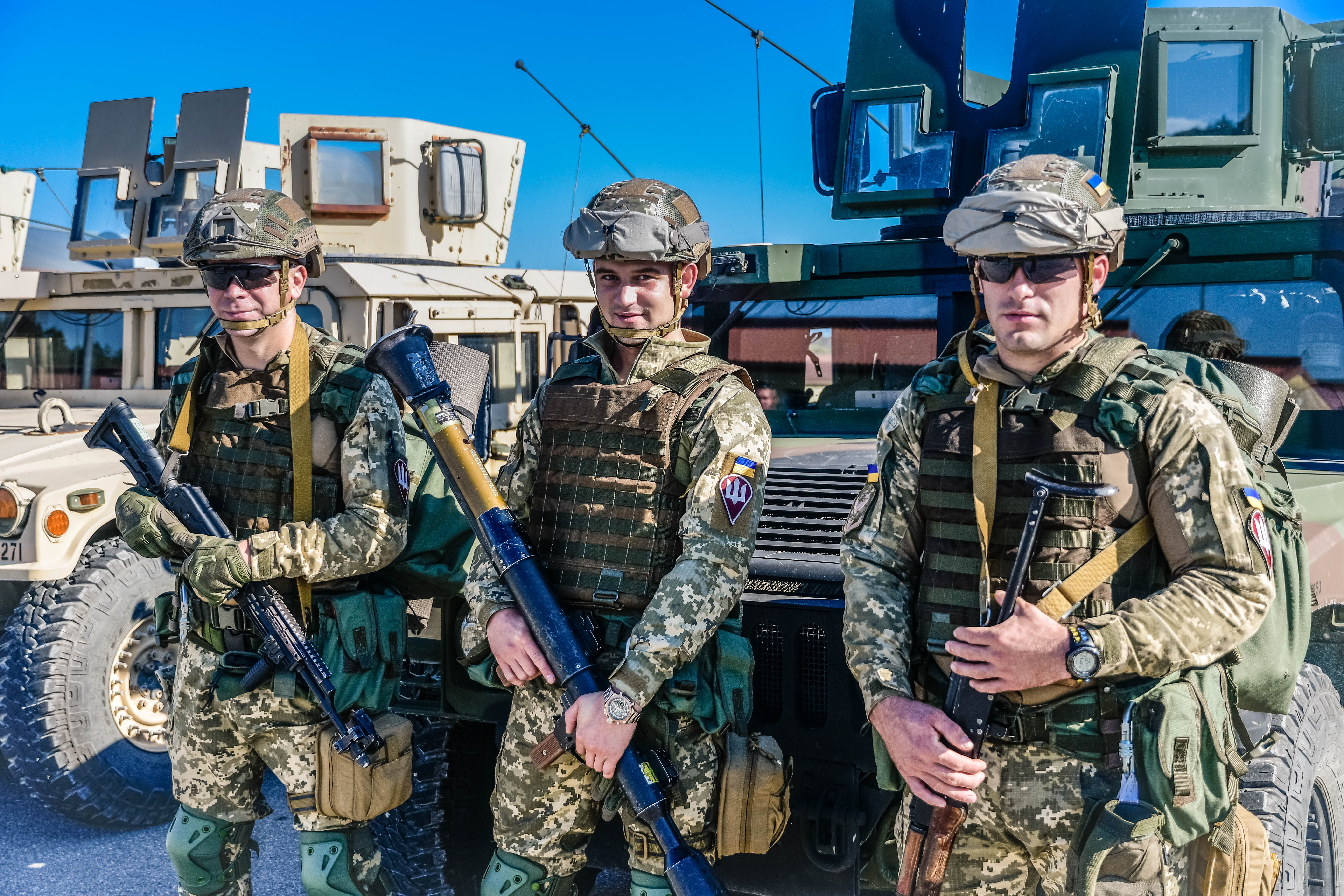
Paraquedistas militares das Forças de Assalto Aéreo com equipamento modernizado
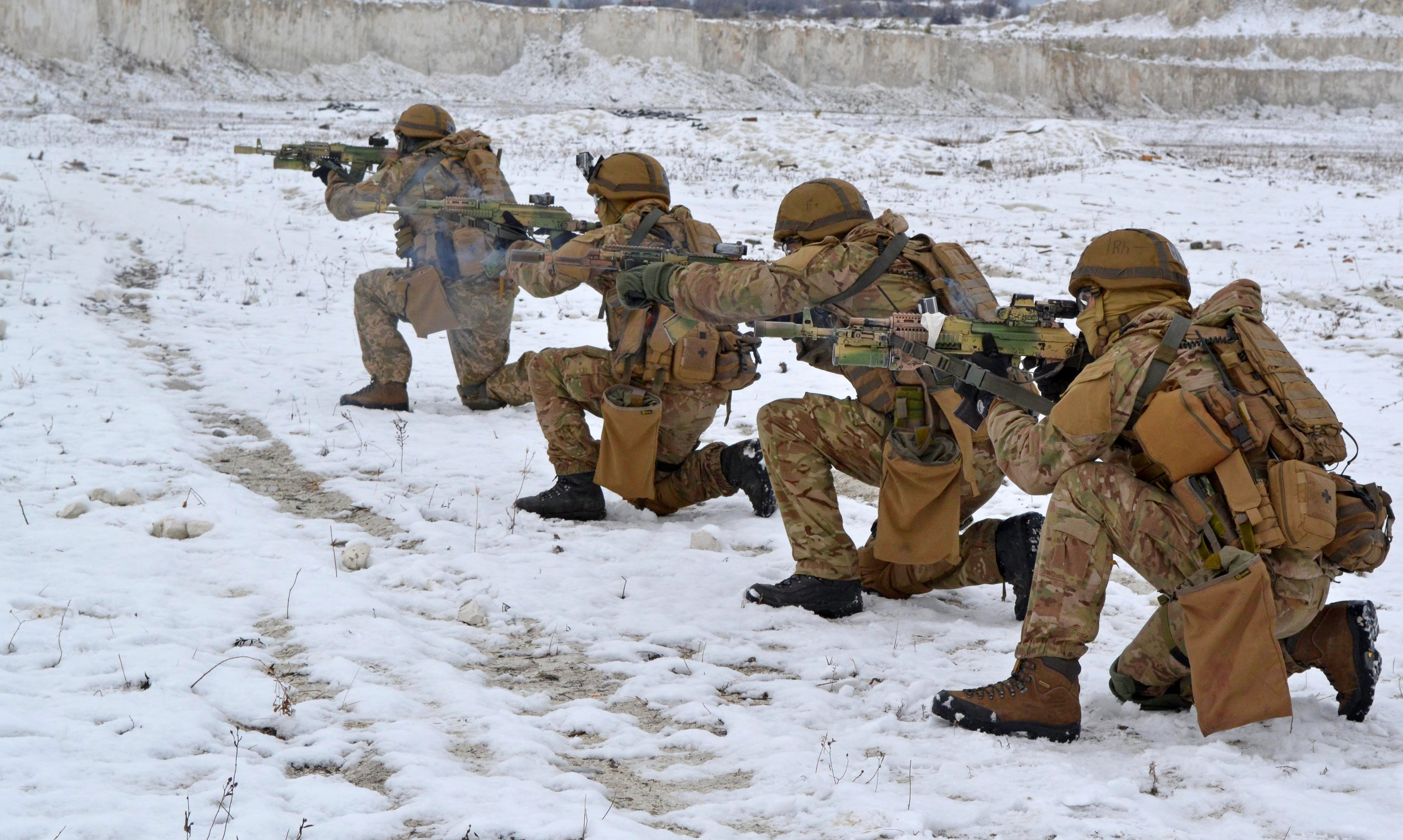
Militares das Forças de Operações Especiais
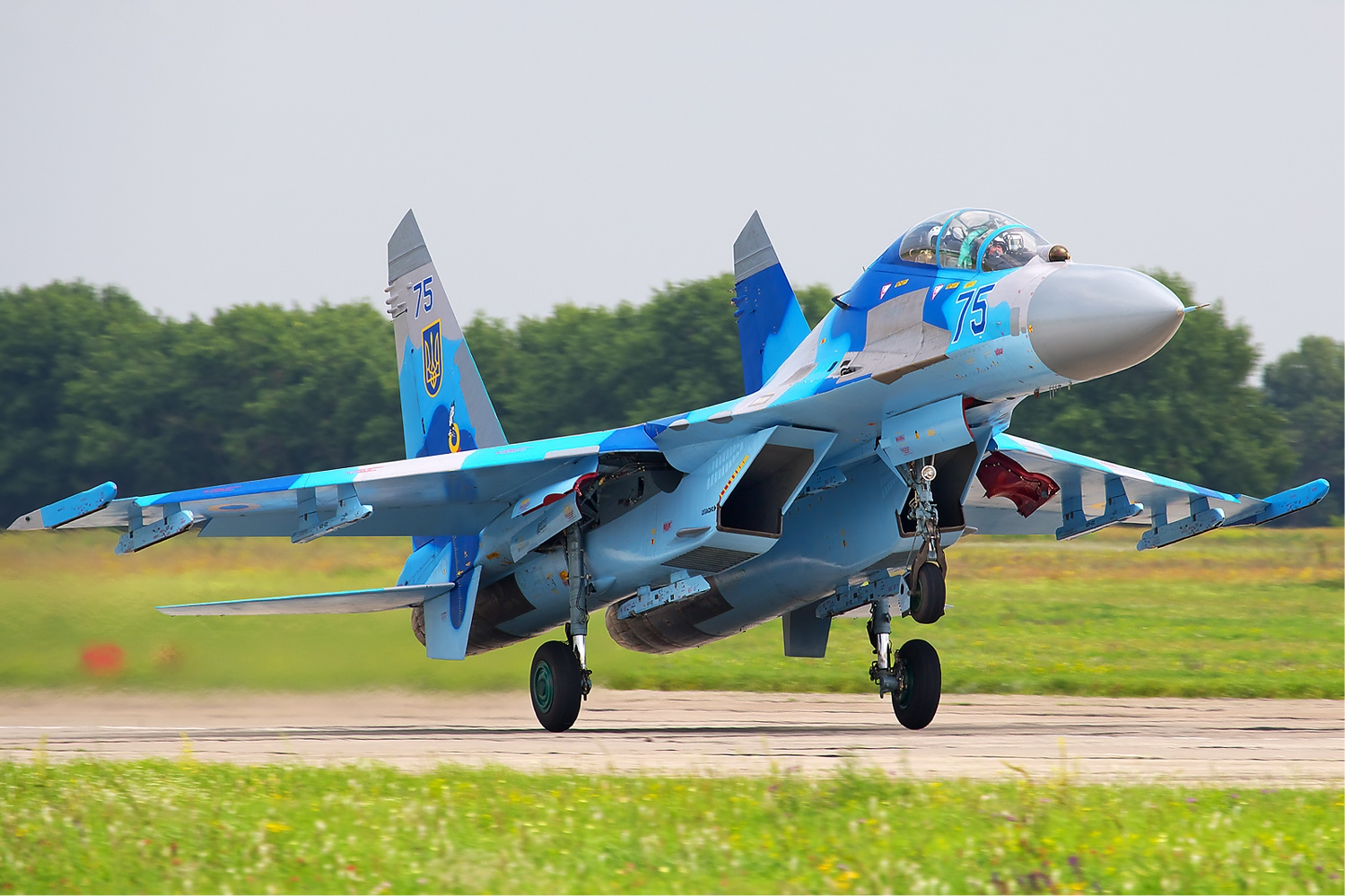
Um Su-27 da Força Aérea da Ucrânia
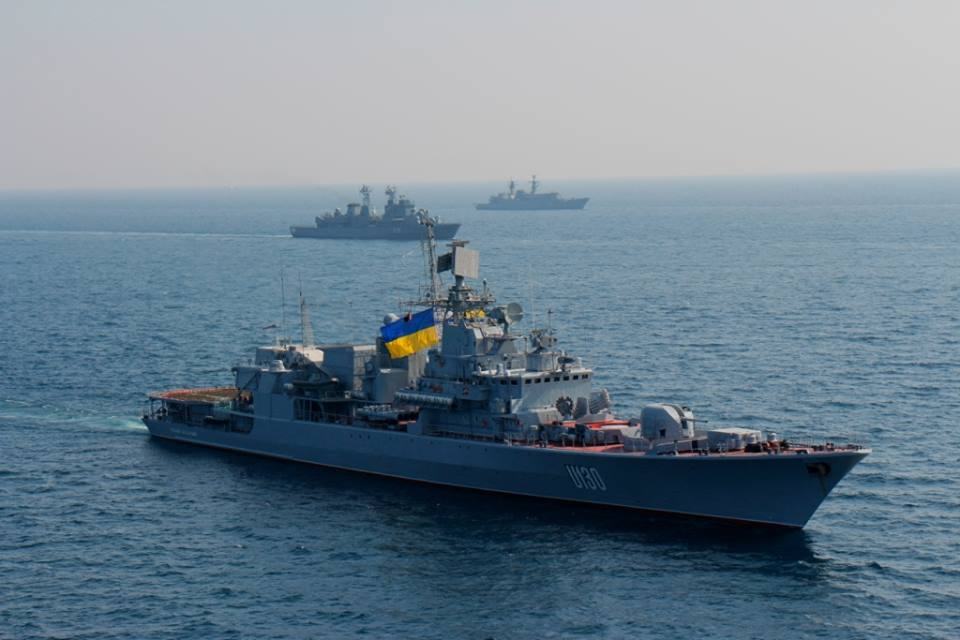
Navios de guerra da Marinha Ucraniana
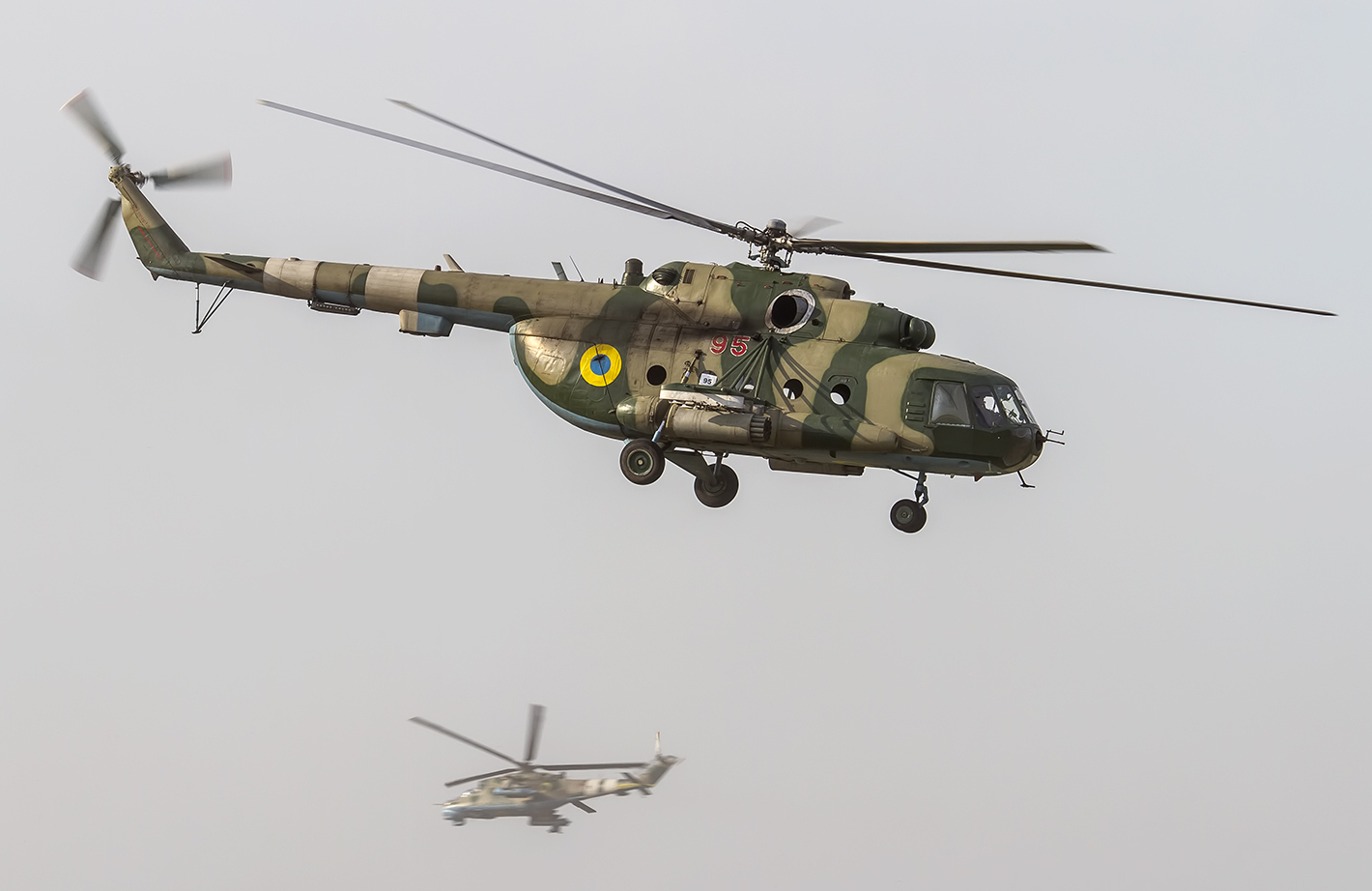
Um Mi-8 e um Mi-24 ucranianos.
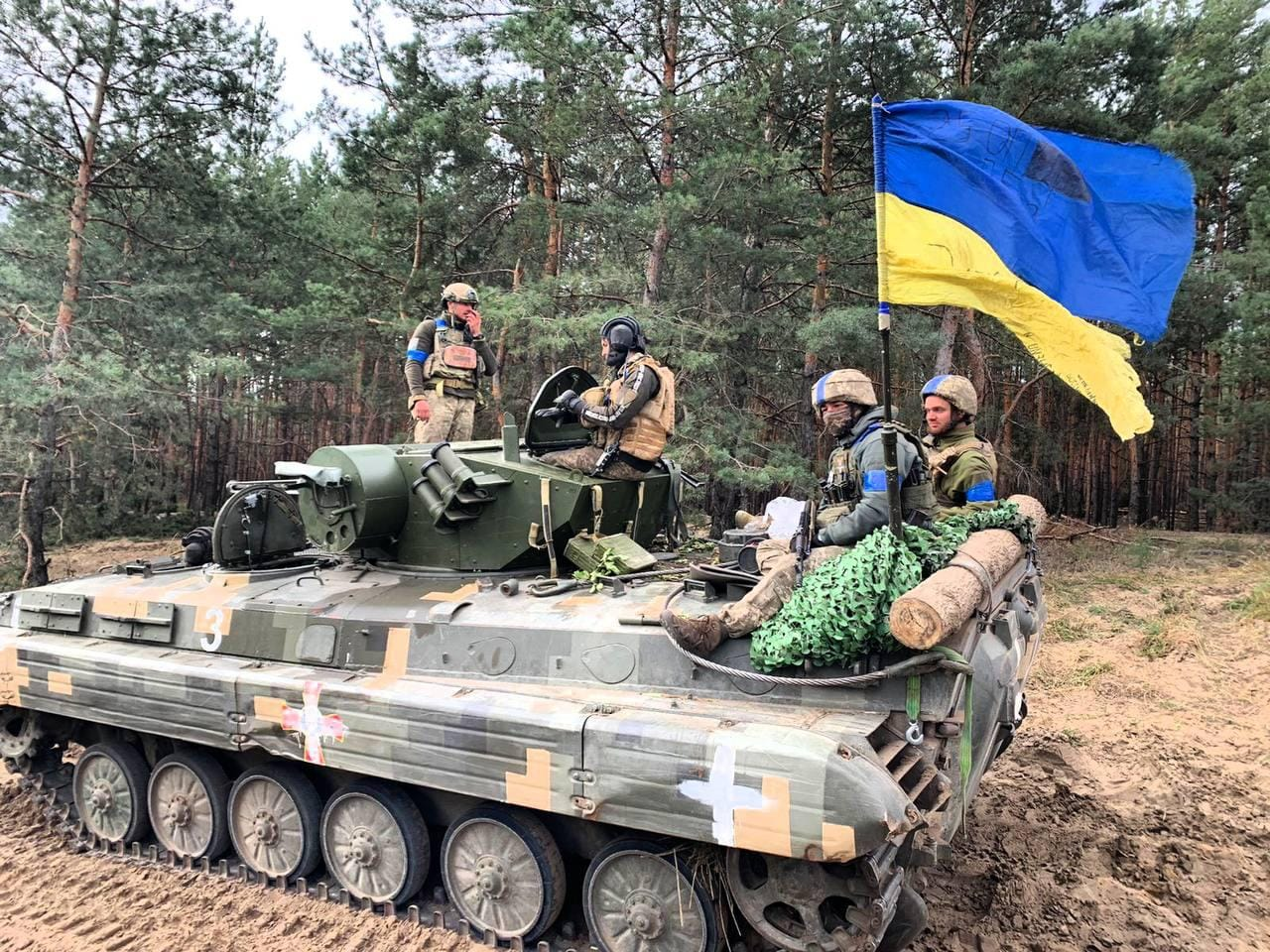
Militares ucranianos em um veículo BMP-1TS em setembro de 2022 durante a Contraofensiva de Kharkiv.
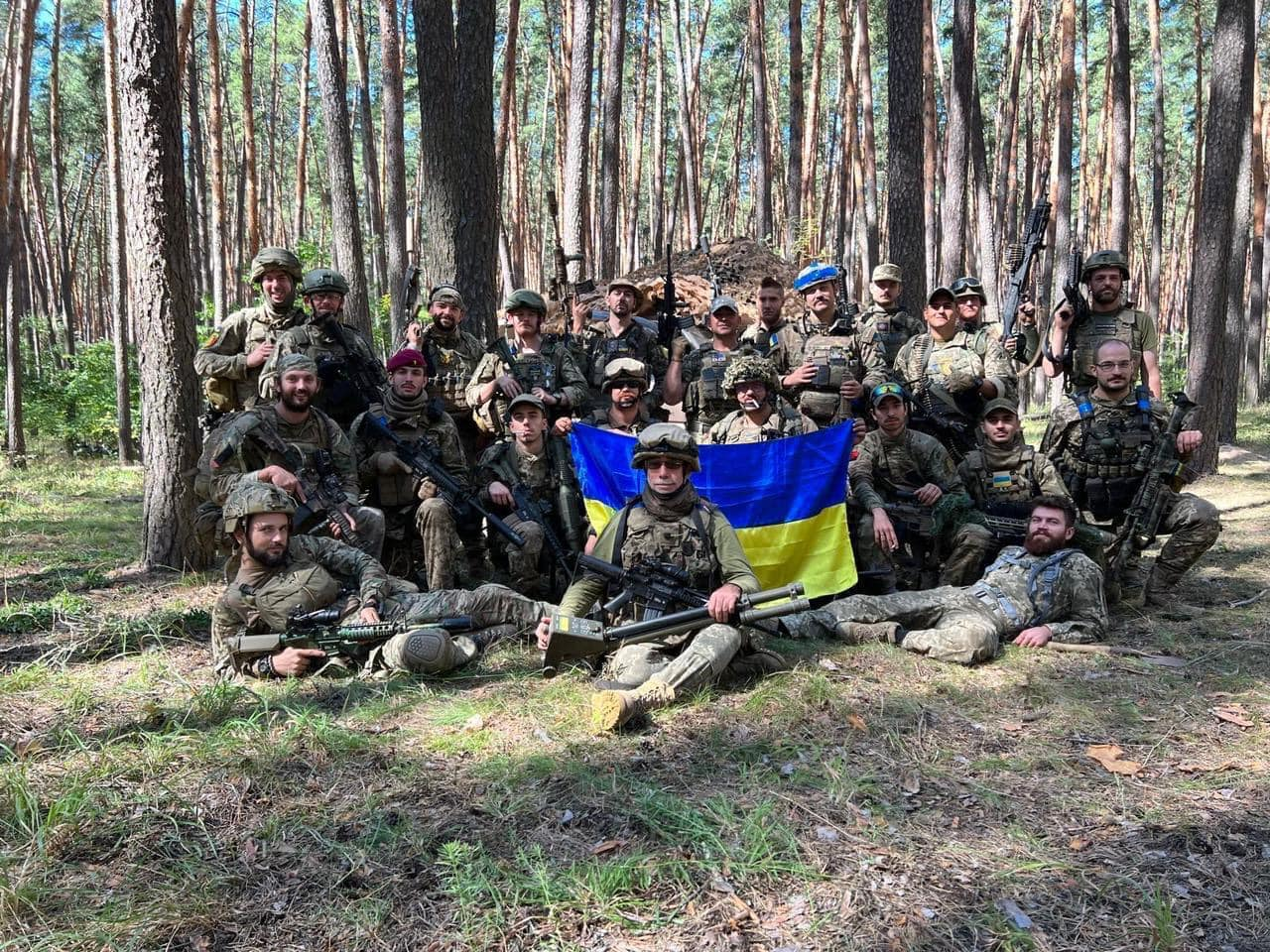
Membros das Forças de Defesa Territoriais da Ucrânia.